# Saxner Bach
Der Saxner Bach (auch Saxnerbach, Saxener Bach, Saxenerbach) ist ein linker Zufluss des Klambachs im Mühlviertel in Oberösterreich.
Er entspringt in Unterhörnbach nördlich von Saxen, fließt in südlicher Richtung durch Letten, anschließend durch den Ort Saxen und mündet südöstlich der Ortschaft Saxendorf in den Klambach, der kurz darauf in die Schwemmnaarn mündet. 